# جولیان بالا
جولیان بالا (به ترکی آذربایجانی: Yuxarı Cülyan) یک منطقهٔ مسکونی در جمهوری آذربایجان است که در شهرستان اسماعیللی واقع شده‌است. جولیان بالا ۱۸۷ نفر جمعیت دارد.